# Leichtathletik-Weltmeisterschaften 2023/Teilnehmer (Chile)
Der Leichtathletikverband von Chile hat für die Leichtathletik-Weltmeisterschaften 2023 in Budapest neun Sportler gemeldet.
| Goldmedaillen | Silbermedaillen | Bronzemedaillen |
| ------------- | --------------- | --------------- |
| —             | —               | —               |

## Ergebnisse

### Frauen

#### Laufdisziplinen
| Athletin     | Disziplin | Vorlauf | Vorlauf | Halbfinale    | Halbfinale    | Finale        | Finale        |
| Athletin     | Disziplin | Zeit    | Platz   | Zeit          | Platz         | Zeit          | Platz         |
| ------------ | --------- | ------- | ------- | ------------- | ------------- | ------------- | ------------- |
| Martina Weil | 400 m     | 51,35 s | 24      | ausgeschieden | ausgeschieden | ausgeschieden | ausgeschieden |

#### Sprung/Wurf
| Athlet         | Disziplin   | Qualifikation | Qualifikation | Finale        | Finale        |
| Athlet         | Disziplin   | Weite/Höhe    | Platz         | Weite/Höhe    | Platz         |
| -------------- | ----------- | ------------- | ------------- | ------------- | ------------- |
| Karen Gallardo | Diskuswurf  | 56,74 m       | 27            | ausgeschieden | ausgeschieden |
| Ivana Gallardo | Kugelstoßen | 16,55 m       | 30            | ausgeschieden | ausgeschieden |

### Männer

#### Laufdisziplinen
| Athletin            | Disziplin | Vorlauf | Vorlauf | Halbfinale | Halbfinale | Finale | Finale |
| Athletin            | Disziplin | Zeit    | Platz   | Zeit       | Platz      | Zeit   | Platz  |
| ------------------- | --------- | ------- | ------- | ---------- | ---------- | ------ | ------ |
| Carlos Diaz del Rio | 10.000 m  | –       | –       | –          | –          | DNF    | DNF    |

#### Sprung/Wurf
| Athlet            | Disziplin  | Qualifikation | Qualifikation | Finale        | Finale        |
| Athlet            | Disziplin  | Weite/Höhe    | Platz         | Weite/Höhe    | Platz         |
| ----------------- | ---------- | ------------- | ------------- | ------------- | ------------- |
| Humberto Mansilla | Hammerwurf | 72,80 m       | 20            | ausgeschieden | ausgeschieden |
| Gabriel Kehr      | Hammerwurf | 75,10 m       | 10            | 75,99 m       | 9             |
| Lucas Nervi       | Diskuswurf | 58,76 m       | 32            | ausgeschieden | ausgeschieden |
| Claudio Romero    | Diskuswurf | 63,24 m       | 23            | ausgeschieden | ausgeschieden |
| Luis Reyes        | Dreisprung | 15,75 m       | 28            | ausgeschieden | ausgeschieden |